# Mereni (okręg Aluta)
Mereni – wieś w Rumunii, w okręgu Aluta, w gminie Bărăști. W 2011 roku liczyła 155 mieszkańców.